# 昭和第一学園高等学校
昭和第一学園高等学校（しょうわだいいちがくえんこうとうがっこう）は、東京都立川市栄町二丁目にある私立の総合高等学校。以前は男子校であったが現在では男女共学となっている。普通科がある。

## 概要
2008年の生徒募集から、工業科は一括募集された。2年生に進級する際に、機械科・電子情報科・建築科に分かれる。2年からの科選択は、本人の適性と希望を第一に決定される。最終的には、面談を重ねそれぞれが納得いくように考慮して決定する。
2009年4月から今までのAM9:00登校からAM8:30登校と週6日制に移行することが決定した。これは、授業時間の確保並びに放課後の補習やクラブ活動の活性化を目的としている。
2010年に工学科が新設された。2年次より、総合工学コース・機械コース・電子情報コース・建築デザインコースに分かれる。これに伴い、2014年に機械科・電子情報科・建築科が廃止された。
2018年より普通科の学則定員を1学年120名増員（工学科は同数減員）し、特別選抜コース・選抜進学コース・総合進学コースの３コース制での募集を開始した。
2022年度より工学科を募集停止し、総合進学コース内に「文理進学」、「探究」を設置した。
特別選抜コースは34名、選抜進学コースは120名、総合進学コースは計400名の募集となる。

### 教育方針
「生徒・保護者・教職員三位一体となった開かれた教育｣を教育方針とする。

## 設置学科
全日制課程
- 普通科
  - デザインコース
  - 特別選抜コース
  - 選抜進学コース
  - 総合進学コース
    - 文理進学コース
    - 探究コース

### 廃止、改組された学科・コース
- 機械科→機械コース→工学科に統合
- 電気科→電子情報科→電子情報コース→工学科に統合
- 建設科・土木科→建設システム科→建築科→建築デザインコース→工学科に統合→2021年度で廃止
- 工学科→2022年度で廃止

## 沿革
この項目は、沿革(学園案内)－昭和第一学園高等学校に基づいて記載する。
- 1940年 財団法人昭和第一工業学校第一本科・第二本科（機械科・電気科・航空機科）として設立される。
- 1946年 財団法人昭和第一産業学園　昭和第一実業学校と改称。また、昭和第一商業学校(東京都本郷区)と法人合併する。
- 1947年 昭和第一産業学園中学部設立
- 1948年 昭和第二中学校・昭和第二高等学校へ改編
- 1958年 昭和第一工業高等学校と改称
- 1970年 昭和第二中学校生徒募集中止
- 1972年 昭和第二中学校休校
- 1980年 学校法人昭和第一学園から学校法人昭和一高学園(昭和第一高等学校の設置者、東京都文京区本郷に所在)が分離
- 1989年 昭和第一学園高等学校と改称
- 1993年 普通科で男女共学
- 1995年 工業科で男女共学
- 2003年 4科に改組（普通科・機械科・電子情報科・建築科）する。
- 2008年 工業科で一括募集が行われる。
- 2009年 普通科2コースで募集（特進コース・総合進学コース）が行われる。特待生制度・強化指定部・週6日制（8時30分始業）の開始。
- 2010年 工学科新設
- 2014年 機械科・電子情報科・建築科2010年入学生が卒業等をしたため完全廃止。山中湖寮廃止。新館竣工。
- 2017年 工学科の総合工学コース、機械コース、電子情報コース、建築デザインコースを廃止。
- 2018年 普通科3コースで募集（特別選抜コース・選抜進学コース・総合進学コース）が行われる。
- 2022年　SDGアリーナ竣工。工学科廃止。普通科総合進学コースが文理進学コース、探求コースに分かれる。

## 制服
ブレザーを制服とし、夏服には半袖シャツやポロシャツがある。

## アクセス
出典 : 
モノレール
| 路線名               | 最寄り駅   | 徒歩所要時間 |
| -------------------- | ---------- | ------------ |
| 多摩都市モノレール線 | 立飛駅     | 12分         |
| 多摩都市モノレール線 | 泉体育館駅 | 13分         |

バス
| 運行事業者 | 乗車停留所             | 系統               | 下車停留所           |
| ---------- | ---------------------- | ------------------ | -------------------- |
| 立川バス   | 立川駅                 | 立30・立31         | 「昭和第一学園」     |
| 西武バス   | 立川駅                 | 立39・立45・立40   | 「昭和第一学園」     |
| 西武バス   | 東大和市駅             | 立33・立38・立38-1 | 「昭和第一学園」     |
| 西武バス   | 久米川駅               | 立34               | 「昭和第一学園」     |
| 西武バス   | 東村山駅               | 立35・立35-1・立36 | 「昭和第一学園」     |
| 西武バス   | イオンモールむさし村山 | 立37               | 「昭和第一学園」     |
| 西武バス   | 幸町団地               | 立32               | 「昭和第一学園西門」 |

## 事故・事件
2011年5月4日、当時1年生のサッカー部員が練習試合を見学中、野球用ケージが転倒し直撃する事故が発生した。生徒は頭部を強打し、まもなく病院へ搬送されたが、死亡した。2013年4月、警視庁立川署は、野球用ケージの管理を怠り、生徒を死亡させたとして、野球部の監督と助監督を業務上過失致死容疑で書類送検した。このケージは事故以前にも、強風で転倒することが確認されていたが、学校側が対策をとることはなかった。この事件を受けて、高校は三回忌を迎えた平成25年に、5月4日を「生命（いのち）の日」と定めた。

## 主な関係者

### 出身者
- 浜中啓一 - 元青梅市長
- 藤野勝 - 元武蔵村山市長
- 狩場勉 - 元俳優
- ヒロミ - B21スペシャル
- たかし　- トレンディエンジェル
- 花咲ゆき美 - 歌手
- アントニオ小猪木 - 西口プロレス
- 深水元基 - 俳優
- 畑中勇介　- 自転車
- 西村大輝　- 自転車
- 馬渡伸弥　- 自転車
- 片西景 - 陸上

### 教職員等
- 大宮政志 - 自転車競技部コーチ
- 田中善則 - 野球部監督